# CCCF-mästerskapet 1960
CCCF-mästerskapet 1960 spelades i Havanna, Kuba under perioden 14-28 februari 1960.
Costa Rica vann turneringen efter en direkt avgörande playoffmatch mot Nederländska Antillerna då bägge lagen slutade på samma poäng i gruppspelet. Honduras vann tredjepriset trots att man slutade på samma poäng som Nederländska Guyana, men med fler gjorda mål.
Totalt deltog 5 landslag i 11 matcher som spelades på arenan Gran Stadium Cervecería Tropical.

## Gruppspel
Nedan visas resultat för matcherna i mästerskapet. Notera att samtliga data kommer från organisationen Rec.Sport.Soccer Statistics Foundation (RSSSF) arkiv som har kompilerat data från flera källor.
| Nr | Lag                     | S | V | O | F | GM | IM | MS | P |
| -- | ----------------------- | - | - | - | - | -- | -- | -- | - |
| 1  | Costa Rica              | 4 | 2 | 2 | 0 | 10 | 3  | +7 | 6 |
| 2  | Nederländska Antillerna | 4 | 2 | 2 | 0 | 9  | 7  | +2 | 6 |
| 3  | Honduras                | 4 | 0 | 3 | 1 | 6  | 7  | −1 | 3 |
| 4  | Nederländska Guyana     | 4 | 1 | 1 | 2 | 4  | 5  | −1 | 3 |
| 5  | Kuba                    | 4 | 1 | 0 | 3 | 5  | 12 | −7 | 2 |

Öppningsmatchens första spark mellan Costa Rica och Nederländska Antillerna gjordes av Kubas premiärminister Fidel Castro.
| 1 | 14 februari 1960 | Costa Rica       | 1 – 1   | Nederländska Antillerna | Gran Stadium Cervecería Tropical                     |                                                      |
|   |                  | Rubén Jiménez 3′ | (1 – 1) | Carlos Regales 25′      | Havanna Publik: 8 000 Domare: Ramiro García (Mexiko) | Havanna Publik: 8 000 Domare: Ramiro García (Mexiko) |
|   |                  |                  |         |                         | Havanna Publik: 8 000 Domare: Ramiro García (Mexiko) | Havanna Publik: 8 000 Domare: Ramiro García (Mexiko) |
|   |                  |                  |         |                         | Havanna Publik: 8 000 Domare: Ramiro García (Mexiko) | Havanna Publik: 8 000 Domare: Ramiro García (Mexiko) |

| 2 | 15 februari 1960 | Nederländska Guyana       | 2 – 0   | Kuba | Gran Stadium Cervecería Tropical          |                                           |
|   |                  | August Foe A Man 25′, 79′ | (1 – 0) |      | Havanna Domare: Alfredo Penman (Honduras) | Havanna Domare: Alfredo Penman (Honduras) |
|   |                  |                           |         |      | Havanna Domare: Alfredo Penman (Honduras) | Havanna Domare: Alfredo Penman (Honduras) |
|   |                  |                           |         |      | Havanna Domare: Alfredo Penman (Honduras) | Havanna Domare: Alfredo Penman (Honduras) |

| 3 | 17 februari 1960 | Costa Rica                                               | 3 – 1   | Nederländska Guyana | Gran Stadium Cervecería Tropical       |                                        |
|   |                  | Rubén Jiménez 15′ Alberto Armijo 39′ Juan José Gámez 74′ | (2 – 1) | August Wooter 44′   | Havanna Domare: Ramiro García (Mexiko) | Havanna Domare: Ramiro García (Mexiko) |
|   |                  |                                                          |         |                     | Havanna Domare: Ramiro García (Mexiko) | Havanna Domare: Ramiro García (Mexiko) |
|   |                  |                                                          |         |                     | Havanna Domare: Ramiro García (Mexiko) | Havanna Domare: Ramiro García (Mexiko) |

| 4 | 19 februari 1960 | Nederländska Antillerna                | 3 – 3   | Honduras                                                 | Gran Stadium Cervecería Tropical       |                                        |
|   |                  | Jossy Bibiana 4′, 88′ Edwin Dirksz 15′ | (2 – 1) | Reynaldo Zelaya 43′ Ronald Leaky 49′ Felipe Barahona 90′ | Havanna Domare: Ramiro García (Mexiko) | Havanna Domare: Ramiro García (Mexiko) |
|   |                  |                                        |         |                                                          | Havanna Domare: Ramiro García (Mexiko) | Havanna Domare: Ramiro García (Mexiko) |
|   |                  |                                        |         |                                                          | Havanna Domare: Ramiro García (Mexiko) | Havanna Domare: Ramiro García (Mexiko) |

|  | 21 februari 1960 | Honduras          | 1 – 1   | Nederländska Guyana | Gran Stadium Cervecería Tropical |         |
|  |                  | Melvin Prince 48′ | (0 – 0) | Leo Kamsoe 60′      | Havanna                          | Havanna |
|  |                  |                   |         |                     | Havanna                          | Havanna |
|  |                  |                   |         |                     | Havanna                          | Havanna |

|  | 21 februari 1960 | Costa Rica                                                                          | 5 – 0 | Kuba | Gran Stadium Cervecería Tropical                         |                                                          |
|  |                  | Alberto Armijo 9′ (str.), 46′ Juan José Gámez 48′ Óscar Bejarano 77′ Juan Ulloa 89′ | (–)   |      | Havanna Publik: 10 000 Domare: Francisco Figaroa (Aruba) | Havanna Publik: 10 000 Domare: Francisco Figaroa (Aruba) |
|  |                  |                                                                                     |       |      | Havanna Publik: 10 000 Domare: Francisco Figaroa (Aruba) | Havanna Publik: 10 000 Domare: Francisco Figaroa (Aruba) |
|  |                  |                                                                                     |       |      | Havanna Publik: 10 000 Domare: Francisco Figaroa (Aruba) | Havanna Publik: 10 000 Domare: Francisco Figaroa (Aruba) |

| 7 | 23 februari 1960 | Nederländska Antillerna                               | 4 – 3   | Kuba                                         | Gran Stadium Cervecería Tropical          |                                           |
|   |                  | Jossy Bibiana 10′ (70) Edgar Vos 16′ José La Rosa 44′ | (3 – 0) | Manuel Bobadilla 53′ Vicente García 54′, 83′ | Havanna Domare: Alfredo Penman (Honduras) | Havanna Domare: Alfredo Penman (Honduras) |
|   |                  |                                                       |         |                                              | Havanna Domare: Alfredo Penman (Honduras) | Havanna Domare: Alfredo Penman (Honduras) |
|   |                  |                                                       |         |                                              | Havanna Domare: Alfredo Penman (Honduras) | Havanna Domare: Alfredo Penman (Honduras) |

| 8 | 25 februari 1960 | Costa Rica         | 1 – 1   | Honduras                 | Gran Stadium Cervecería Tropical |         |
|   |                  | Alberto Armijo 76′ | (0 – 1) | René Reyes Rodríguez 18′ | Havanna                          | Havanna |
|   |                  |                    |         |                          | Havanna                          | Havanna |
|   |                  |                    |         |                          | Havanna                          | Havanna |

Matchen mellan Nederländska Antillerna och Nederländska Guyana avbröt i 15 minuter på grund av bråk mellan spelarna, efter Carlos Regales mål. Polis fick tillkallas för att avbryta oroligheterna.
|  | 27 februari 1960 | Nederländska Antillerna | 1 – 0   | Nederländska Guyana | Gran Stadium Cervecería Tropical          |                                           |
|  |                  | Carlos Regales 79′      | (0 – 0) |                     | Havanna Domare: Alfredo Penman (Honduras) | Havanna Domare: Alfredo Penman (Honduras) |
|  |                  |                         |         |                     | Havanna Domare: Alfredo Penman (Honduras) | Havanna Domare: Alfredo Penman (Honduras) |
|  |                  |                         |         |                     | Havanna Domare: Alfredo Penman (Honduras) | Havanna Domare: Alfredo Penman (Honduras) |

|  | 27 februari 1960 | Honduras         | 1 – 2   | Kuba                                | Gran Stadium Cervecería Tropical |         |
|  |                  | Ronald Leaky 40′ | (1 – 2) | Vicente García 16′ Jorge Valdes 44′ | Havanna                          | Havanna |
|  |                  |                  |         |                                     | Havanna                          | Havanna |
|  |                  |                  |         |                                     | Havanna                          | Havanna |

Playoff
Då Costa Rica och Nederländska Antillerna slutade på samma poäng, spelades det en direkt avgörande match om vem som skulle bli mästare. Costa Rica vann matchen med slutsiffrorna 4–1.
| 11 | 29 februari 1960 | Costa Rica                                                      | 4 – 0   | Nederländska Antillerna | Gran Stadium Cervecería Tropical       |                                        |
|    |                  | Juan Ulloa 40′, 79′ Alberto Armijo 53′ (str.) Rubén Jiménez 59′ | (1 – 0) |                         | Havanna Domare: Ramiro García (Mexiko) | Havanna Domare: Ramiro García (Mexiko) |
|    |                  |                                                                 |         |                         | Havanna Domare: Ramiro García (Mexiko) | Havanna Domare: Ramiro García (Mexiko) |
|    |                  |                                                                 |         |                         | Havanna Domare: Ramiro García (Mexiko) | Havanna Domare: Ramiro García (Mexiko) |

### Fotnoter
1. ↑  Knight, Ken; Morrison, Neil (4 juli 2013). ”CCCF Championship 1960 (La Habana, Cuba, Feb 14-29)” (på engelska). Rec.Sport.Soccer Statistics Foundation. Arkiverad från originalet den 17 juli 2015. https://web.archive.org/web/20150717212507/http://www.rsssf.com/tablesc/cccf60.html. Läst 28 juli 2015.

Anmärkningar
1. ↑  Enligt vissa källor rapporteras Edwin Dirksz som målskytt
2. ↑  Enligt vissa källor rapporteras Gerrit Niekoop som målskytt
3. ↑  Enligt vissa källor rapporteras Rodolfo Ramírez Godoy som målskytt
4. ↑  Enligt vissa källor rapporteras Joe Grant som målskytt
5. ↑  Enligt vissa källor rapporteras Joe Grant, Roy Padilla eller Wilfredo García som målskytt
6. ↑  Enligt vissa källor rapporteras Juan Ulloa som målskytt
7. ↑  Enligt vissa källor rapporteras Vicente García som målskytt av Kubas samtliga tre mål i matchen.
8. ↑  Enligt vissa källor rapporteras Jorge Valdes som målskytt av Kubas bägge mål i matchen.